# Симфонія № 100 (Гайдн)
Симфонія № 100, соль мажор Йозефа Гайдна (Військова симфонія), написана 1794 року. 
Складається з 4-х частин:
1. Adagio; Allegro, 2/2
2. Allegretto, 2/2 in C major
3. Menuetto: Moderato, 3/4
4. Presto, 6/8

## Ноти і література
- Symphony No. 100: Ноти на сайті International Music Score Library Project.
- Robbins Landon, H. C. (1976) Haydn: Chronicle and Works, Volume IV. Bloomington: Indiana University Press.